# Estación de Champ de Mars - Tour Eiffel
La estación Champ de Mars - Tour Eiffel es una estación ferroviaria parisina situada cerca del puente de Bir-Hakeim. Pertenece a la línea C de la Red Exprés Regional, más conocida como RER.
Ofrece una conexión con la línea 6 del metro de París a través de largos pasillos que llevan hasta la estación de Bir-Hakeim.
Aunque es ahora una estación menor de la red, gozó de gran importancia durante las exposiciones universales de los años 1867, 1878, 1889 y 1900, dado que era el principal acceso a las mismas.

## Historia

### Antigua estación de ferrocarril
La primera estación de ferrocarril construida data de 1867 y se debió a la Exposición Universal de ese mismo año. Abierta el 1 de febrero se cerró el 18 de noviembre tras recibir cerca de un millón y medio de viajeros. Concluido el evento tanto la estación como la línea provisional de tres kilómetros que se había construido desde la línea de Petite Ceinture, que rodeaba París, hasta el Champ de Mars fueron desmanteladas.
En 1877, una nueva Exposición Universal, prevista para el año siguiente, supuso el renacimiento del enganche a la línea circunvalatoria y la reconstrucción de la estación. Sin embargo, en este caso, la instalación no fue desmantelada una vez finalizado el evento y fue reutilizada para la exposición de 1889. Cerrada nuevamente al tráfico en 1894, la estación fue desmontada y trasladada a Asnières-sur-Seine donde aún se conserva en un estado bastante deteriorado. Para la exposición de 1900, se optó por construir dos nuevas estaciones, una pequeña a orillas del río Sena y una mucho mayor, con 20 vías y 10 andenes que serviría a los visitantes al evento. Concluida la exposición fue cerrada a los viajeros y reconvertida en estación de mercancías primero y de transporte de carbón después.
En vísperas de una nueva exposición, en 1937, se decidió trasladar las instalaciones hacia Vaugirard para centralizar así toda la actividad minera en esa zona de París. Un depósito de máquinas y de material rodante fue lo único que se conservó en el emplazamiento original hasta 1971.

### Estación de ferrocarril actual
En 1979 se reconstruyó la estación como se conoce actualmente y pasó a formar parte de la Línea RER C, siendo una estación pasante semi-subterránea formada por dos andenes curvados y tres vías, una de ellas, la central, sirve de garaje.